# Phragmatobia mannerheimi
Phragmatobia mannerheimi är en fjärilsart som beskrevs av Philogène Auguste Joseph Duponchel 1836. Phragmatobia mannerheimi ingår i släktet Phragmatobia och familjen björnspinnare. Inga underarter finns listade i Catalogue of Life.